# Deutsche Feldhandball-Meisterschaft 1927/28
Die Deutsche Feldhandball-Meisterschaft 1927/28 war die achte deutsche Feldhandball-Meisterschaft der Männer. Erneut gab es mit den Meisterschaften der Deutschen Sportbehörde für Leichtathletik (DSB), der Deutschen Turnerschaft (DT) und des Arbeiter-Turn- und Sportbundes (ATSB) verschiedene Sportverbände, die einen Deutschen Feldhandballmeister ermittelten. In dieser Saison spielte ebenfalls der Allgemeine Deutsche Turnerbund (ADT) einen Feldhandballmeister aus.
Die Meisterschaft der DSB sicherte sich erstmals der Deutsche HC Berlin durch einen 9:5-Sieg über die Polizei SV Halle. Nach sechs Meisterschaften des Polizei SV Berlin konnte  somit zum ersten Mal ein anderer Verein die Feldhandballmeisterschaft des DSB gewinnen. Bei der Feldhandballmeisterschaft der Deutschen Turnerschaft setzte sich der TV Chemnitz-Gablenz durch. Mit der WAT Ottakring gewann erneut ein österreichischer Vertreter die Meisterschaft des ATSB. Die ausgetragene Meisterschaft des ADT sicherte sich eine Mannschaft aus Wermelskirchen. Ein Gesamtdeutschen Endspiel zwischen den Siegern der einzelnen Verbände fand nicht statt.

## Meisterschaft der DSB

### Modus DSB
Erneut wurden die Teilnehmer in den sieben von den Regionalverbänden ausgespielten Regionalmeisterschaften ermittelt. Die regionalen Meister waren für die Endrunde um die Deutsche Feldhandballmeisterschaft qualifiziert, welche im K.-o.-System ausgetragen wurden.
Folgende Vereine qualifizierten sich für die diesjährige Feldhandballmeisterschaft des DSL:
| Verein              | Qualifiziert als                 |
| ------------------- | -------------------------------- |
| Polizei SV Stettin  | Baltischer Meister (BSV)         |
| SV Polizei Hamburg  | Norddeutscher Meister (NSV)      |
| VfB 08 Aachen       | Westdeutscher Meister (WSV)      |
| Deutscher HC Berlin | Brandenburgischer Meister (VBAV) |
| Polizei SV Halle    | Mitteldeutscher Meister (VMBV)   |
| Polizei SV Oppeln   | Südostdeutscher Meister (SOLV)   |
| SV Darmstadt 98     | Süddeutscher Meister (SFuLV)     |

### DSB-Vorrunde
| Datum                            |                     | Ergebnis | !Ort                           |
| -------------------------------- | ------------------- | -------- | ------------------------------ |
| 22. April 1929                   | Deutscher HC Berlin | 10:50    | Polizei SV Oppeln \|\|Berlin   |
| 22. April 1929                   | Polizei SV Halle    | 04:20    | SV Darmstadt 98 \|\|Halle      |
| 22. April 1929                   | Polizei SV Stettin  | 02:40    | SV Polizei Hamburg \|\|Stettin |
| VfB 08 Aachen hatte ein Freilos. |                     |          |                                |

### DSB-Halbfinale
| Datum       |                     | Ergebnis | !Ort                          |
| ----------- | ------------------- | -------- | ----------------------------- |
| 6. Mai 1928 | Deutscher HC Berlin | 08:40    | SV Polizei Hamburg \|\|Berlin |
| 6. Mai 1928 | VfB 08 Aachen       | 4:3+ a   | Polizei SV Halle \|\|Aachen   |

### DSB-Finale
| Deutscher HC Berlin  | Deutscher HC Berlin                                                                                              | Polizei SV Halle                                            | Polizei SV Halle     |
| Flagge nicht bekannt | 17. Mai 1928 in Halle Ergebnis: 9:5 (3:4) Zuschauer: 10.000                                                      | 17. Mai 1928 in Halle Ergebnis: 9:5 (3:4) Zuschauer: 10.000 | Flagge nicht bekannt |
| Flagge nicht bekannt | Hübner – Kopischke, Möwitz, Preuß, Rudolf, Arndt, Philipp, Noske, Otto Kaundinya, Zabel, Carl Schelenz, Glöckner |                                                             | Flagge nicht bekannt |

## Meisterschaft der Deutschen Turnerschaft
Die Meisterschaft wurde in diesem Jahr im Rahmen des XIV. Deutschen Turnfestes in Köln ausgetragen.

### Modus DT
Die Qualifikation zu Deutschen Feldhandballmeisterschaft der Deutschen Turnerschaft erfolgte über regionale Kreisgruppen. Folgende Vereine qualifizierten sich für die diesjährige Feldhandballmeisterschaft der DT:
| Verein                | Qualifiziert als |
| --------------------- | --- |
| Königsberger MTV 1842 | Sieger DT-Kreis I (Ostpreußen und Danzig)                                                                                    |
| TV Chemnitz-Gablenz   | Sieger Kreisgruppenfinale DT-Kreis II (Schlesien) und DT-Kreis XIV (Freistaat Sachsen)                                       |
| TSV Spandau 1860      | Sieger Kreisgruppenfinale DT-Kreis IIIa (Pommern), DT-Kreis IIIb (Brandenburg) und DT-Kreis IV (Norden)                      |
| Polizei VfL Gotha     | Sieger Kreisgruppenfinale DT-Kreis IIIc (Provinz Sachsen und Anhalt), DT-Kreis VII (Oberweser) und DT-Kreis XIII (Thüringen) |
| Turnklub Limmer       | Sieger Kreisgruppenfinale DT-Kreis V (Unterweser-Ems) und DT-Kreis VI (Hannover-Braunschweig)                                |
| TV Malstatt           | Sieger Kreisgruppenfinale DT-Kreis VIIIa (Westfalen), DT-Kreis VIIIb (Rheinland) und DT-Kreis IX (Mittelrhein)               |
| Polizei SV Heidelberg | Sieger Kreisgruppenfinale DT-Kreis X (Baden) und DT-Kreis XII (nur Pfalz)                                                    |
| TV Fürth 1860         | Sieger Kreisgruppenfinale DT-Kreis XI (Schwaben) und DT-Kreis XII (Bayern, ohne Pfalz)                                       |

### DT-Vorrunde
| Datum         |                       | Ergebnis | !Ort                           |
| ------------- | --------------------- | -------- | ------------------------------ |
| 26. Juli 1928 | TV Chemnitz-Gablenz   | 07:60    | Polizei VfL Gotha \|\|Köln     |
| 26. Juli 1928 | TV Fürth 1860         | 04:30    | Turnklub Limmer \|\|Köln       |
| 26. Juli 1928 | Polizei SV Heidelberg | 10:20    | Königsberger MTV 1842 \|\|Köln |
| 26. Juli 1928 | TV Malstatt           | 05:40    | TSV Spandau 1860 \|\|Köln      |

### DT-Halbfinale
| Datum         |                     | Ergebnis | !Ort                           |
| ------------- | ------------------- | -------- | ------------------------------ |
| 27. Juli 1928 | TV Chemnitz-Gablenz | 07:20    | TV Malstatt \|\|Köln           |
| 27. Juli 1928 | TV Fürth 1860       | 10:80    | Polizei SV Heidelberg \|\|Köln |

### DT-Finale
| Datum         |                     | Ergebnis  | !Ort                   |
| ------------- | ------------------- | --------- | ---------------------- |
| 29. Juli 1928 | TV Chemnitz-Gablenz | 9:6 n. V. | TV Fürth 1860 \|\|Köln |

## Meisterschaft des ATSB

### ATSB-Vorrunde
| Datum             |            | Ergebnis | !Ort                              |
| ----------------- | ---------- | -------- | --------------------------------- |
| 2. September 1928 | ATV Bremen | 11:50    | ATV Fichte Nord Berlin \|\|Bremen |

### ATSB-Halbfinale
| Datum              |                                 | Ergebnis | !Ort                          |
| ------------------ | ------------------------------- | -------- | ----------------------------- |
| 16. September 1928 | WAT Ottakring                   | 08:50    | FT Frankfurt-Westend \|\|Wien |
| 23. September 1928 | Vorwärts Magdeburg-Fermersleben | 05:40    | ATV Bremen \|\|Erfurt         |

### ATSB-Finale
| Datum              |               | Ergebnis | !Ort                                          |
| ------------------ | ------------- | -------- | --------------------------------------------- |
| 30. September 1928 | WAT Ottakring | 04:20    | Vorwärts Magdeburg-Fermersleben \|\|Magdeburg |

## Meisterschaft des ADT
Die Meisterschaftsspiele des ADT fanden alle in Stuttgart statt.

### ADT-Halbfinale
|                      | Ergebnis | !Ort                               |
| -------------------- | -------- | ---------------------------------- |
| TV 1888 Königstädten | 04:20    | Kornwestheim \|\|Stuttgart         |
| Wermelskirchen       | 09:30    | Stuttgart-Gablenberg \|\|Stuttgart |

### ADT-Finale
| Datum           |                | Ergebnis | !Ort                               |
| --------------- | -------------- | -------- | ---------------------------------- |
| 19. August 1928 | Wermelskirchen | 03:20    | TV 1888 Königstädten \|\|Stuttgart |